# William Edward Hartpole Lecky

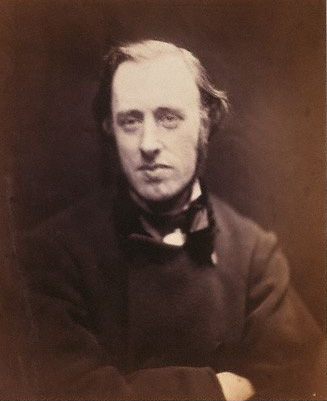
William Edward Hartpole Lecky, Photographie 1868 von Julia Margaret Cameron, National Portrait Gallery London

William Edward Hartpole Lecky (* 26. März 1838 in Newtown Park bei Dublin; † 22. Oktober 1903 in London) war ein irischer Historiker, Politiker und Publizist.
Lecky wurde u. a. am Trinity College in Dublin gebildet und war im Grundstudium durch die Schriften
von Henry Thomas Buckle beeinflusst. Nach seiner Graduierung 1863 wandt er sich kulturhistorischen Studien zu, die er wie damals üblich meist ohne akademische Anstellung betrieb. Lecky hat sich, nachdem er als Schriftsteller auf diesem Gebiet zuerst 1861 mit dem anonym publizierten Werk The leaders of public opinion in Ireland (2. Aufl. 1872), einer Geschichte der rationalistischen Opposition gegen positive Religion, mit Anwendung von H. T. Buckles Methode, aufgetreten war, durch folgende beide Werke einen Namen erworben:
- History of the rise and influence of the spirit of rationalism in Europe (1865, 2 Bde.), die manche scharfe Entgegnungen von orthodoxer Seite hervorrief, und
- History of European morals from Augustus to Charlemagne (3. Aufl. 1877, 2 Bde.; deutsch, 2. Aufl., Leipzig 1879).

Da das 16. Jahrhundert schon von James Anthony Froude, das 17. durch Samuel R. Gardiner behandelt worden waren, fügte Lecky diesen eine Geschichte des 18. Jh. hinzu, die History of England in the eighteenth century (1878–87, Bd. 1–6; deutsch, Leipzig. 1879 ff.).
1892 wurde Lecky die Regius Professur for Modern History an der University of Oxford angeboten, aber er lehnte ab. Stattdessen wirkte er als Mitglied des irischen Parlaments als Unionist für seine politischen Ziele.
Sein Werk wurde für die ausgewogene Darstellung der Amerikanischen Revolution und sogar für seine Darstellung der Geschichte Irlands gelobt, aber kaum für Kreativität oder eigenständige Forschung. Mehrere Ehrendoktortitel zeigen die Anerkennung, die Leckys Arbeit in der akademischen Welt fand. Seine Witwe stiftete eine Geschichtsprofessur am Trinity College in seinem Namen.
1902 wurde Lecky in die American Academy of Arts and Sciences sowie in die British Academy gewählt.
Lecky war seit 1871 verheiratet mit Elisabeth van Dedem Lecky.